# An American Trilogy
«An American Trilogy» — песня, написанная американским автором-исполнителем музыки в стиле кантри Микки Ньюбери и ставшая популярной в исполнении Элвиса Пресли, который включил её в постоянный репертуар своих концертов в 1970-х годах.
Песня является попурри из трёх песен XIX века — неофициального гимна конфедератов Дикси, багамской колыбельной All My Trials и Боевого гимна Республики, маршевой песни Союза.
В исполнении Микки Ньюбери песня впервые вышла на альбоме Frisco Mabel Joy в 1971 году, а также была включена в концертный альбом 1973 года Live at Montezuma Hall.
В 1972 году песня заняла 26-е место в хит-параде Billboard Hot 100 и 9-е место в Billboard’s Easy Listening.

## Версия Элвиса Пресли
Элвис Пресли начал исполнять «An American Trilogy» в 1972 году. В феврале того же года песня вышла в формате сингла на лейбле RCA. Исполнение этой песни также вошло в документальный фильм 1972 года Элвис на гастролях и телеконцерт 1973 года Aloha from Hawaii. На обложке сингла был прорекламирован альбом «Standing Room Only», в который должна была войти песня. Реклама гласила, что альбом должен выйти летом того же года, но в итоге планы лейбла поменялись, и он так и не увидел свет.
Сингл Пресли достиг 66-е позиции в Billboard Hot 100 и 31-е позиции Billboard’s Easy Listening.
В 2007 году сингл был издан на CD и виниловой пластинке в рамках серии переиздания синглов Элвиса Пресли «18 Of The Greatest Singles Ever».

### Список композиций (1972)
- An American Trilogy (4:23)
- The First Time Ever I Saw Your Face (3:40)

### Список композиций (2007)
- An American Trilogy (4:40)
- The First Time Ever I Saw Your Face (3:38)
- An American Trilogy (Aloha Version) (4:47)

## Версия Manowar
«An American Trilogy» была записана американской рок-группой Manowar, выпущена в виде сингла в 2002 году и была включена в альбом Warriors of the World. Запись живого выступления песни вошла в DVD Hell On Earth IV.
CD-версия сингла также содержала видео «Warriors of The World», скринсейвер для компьютера и наклейку «Warriors of the World». Сингл продержался в немецком хит-параде 4 недели и достиг 71-й позиции.

### Состав группы
- Эрик Адамс (Eric Adams) — вокал,
- Джоуи Де Майо (Joey DeMaio) — бас-гитара,
- Карл Логан (Carl Logan) — гитара,
- Скотт Колумбус (Scott Columbus) — ударные.

### Список композиций
1. An American Trilogy (04:19)
2. The Fight for Freedom (04:31)
3. Nessun Dorma (orchestral version) (03:30)

## Версии других исполнителей
Существует 465 записанных кавер-версий «An American Trilogy», исполненных различными исполнителями.